# 贝岭 (作家)
貝嶺（1959年—），本名黃貝嶺，中國大陸詩人，作家、編輯及出版工作者。作品已有多國語言譯本。

## 生平
生於上海，六歲移居北京，曾下鄉務農及做工。讀大學期間開始参與北京的地下文學及地下文化活動，後成為1980年代北京地下文學及地下文化活動的主要組織者。曾在學校、報紙、中國社會科學院工作，亦曾在深圳大學任教。1988年底赴美國文學訪問，1989年因“六四事件”滯留美國，1993年起再返中國，數年後在北京定居。2000年8月，因在北京印刷出版傾向雜誌第13期，被控以“非法出版發行境外文學刊物罪”，在北京入獄，後獲釋，遣送美國。
2001年7月，與孟浪等發起籌創獨立中文作家筆會，現稱獨立中文筆會（Independent Chinese PEN Center）。
貝嶺為美國加州大學國際寫作與翻譯中心（在加州大學歐文分校）理事會理事。2013年起，擔任獨立中文筆會會長。

## 经历
- 台北草山国际艺术村驻村作家（2011）
- 纽约公共图书馆学者和作家中心（2002-2003）驻馆作家
- 德国柏林文化基金会驻地作家（1998）
- 德国国家交换学人
- 美国布朗大学驻校作家

## 爭議事件

#### 獨立中文筆會內部分歧事件
2016年4月2日，由新聞網站美國之音所刊報導內容表示，因独立中文笔会內部帳目問題所產生之爭議，導至2月會員大會後「在网上举行第七届会员大会后对外发布了两个不同版本的公报，出现两个由不同成员组成的理事会，贝岭和廖天琪各自宣布当选第七届会长」。
廖天琪於自由亞洲電台受訪時表示，己方的筆會會員大會中的候选人中有贝岭的名字，但是贝岭方面在候选人名单中，剔除了廖天琪等人的名字。她说，不会承认对方的笔会。國際筆會理事會于2016年5月底在倫敦開會，進行了數次商讨，決定确認新當選的會長廖天琪爲獨立中文筆會會長。

### 性騷擾爭議
臺灣編劇家簡莉穎於2023年6月2日在臉書個人頁面發表長文，指控大學時期曾遭貝嶺性騷擾，並表示有不少同樣曾遭貝嶺騷擾的人同意將貝嶺之行為公開在臉書上。貝嶺接受中央社訪問表示回應稱，「這完全是一個杜撰」，並稱是「把她在別人身上發生的事情，或者沒有的事情安置在我的身上」。簡莉穎於媒體上表示，陸續收到受貝嶺性騷擾當事人的私訊，截至6月4日已有5人，指出貝嶺是性騷擾慣犯。貝嶺對簡莉穎提出加重誹謗告訴。
2024年9月，台北地檢署檢察官調查後，認為簡莉穎就可受公評之事提出主觀意見或評論，未逾合理評論界限，對予加重誹謗給予不起訴處分。

## 作品
著有《貝嶺詩選》、《哈維爾：一個簡單的複雜人》、文學回憶錄《離逐》（Ausgewiesenpage，德譯版）、《犧牲自由：劉曉波傳》（Der Freiheit geopfert，德譯版）等。
- 主題與變奏，貝嶺，黎明文化，1994，ISBN 9789571603346
- 政治，再见，Havel, Vaclav 哈维尔，貝嶺，林宗憲，左岸文化：傾向出版社出版，2003，ISBN 9789867854261
- 半先知與賣文人：哈維爾評論集，貝嶺，鄭純宜，傾向出版社，2004，ISBN 9789570329872
- 在土星的光環下：蘇珊·桑塔格紀念文選 ，貝嶺，傾向出版社，2007，ISBN 9789572840863
- Wandering in March
- The Deceived